# Euphyllodromia amazonensis
Euphyllodromia amazonensis är en kackerlacksart som beskrevs av Rocha e Silva 1984. Euphyllodromia amazonensis ingår i släktet Euphyllodromia och familjen småkackerlackor. Inga underarter finns listade i Catalogue of Life.